# Серотип
Серотипът или сероварът са въведени, за да се обозначат разлики в подразновидности от бактерии или вируси. Микроорганизмите – бактерии, вируси или изолирани клетки се групират въз основа на техните повърхностни антигени. Процесът на определяне на серотипа се води от различни подбрани условия: вирулентност, липополизахариди при грам негативни бактерии, наличност на някакви определени екзотоксини (като пертусис токсин при бактерията Bordetella pertussis, плазмиди, фаги, генетичен профил (определен от полимеразна верижна реакция), или други характеристики, които определят два различни представителя на същия вид, което позволява на епидемиолозите да класифицират организмите на разновидово ниво. Група с еднакви серотипи (серовари) се нарича серогрупа.
Ролята на серогрупирането е определяща за разграничаване между привидно еднакви микроорганизми принадлежащи към един и същи вид. Така например бактериите Ешерихия коли (лат. Escherichia coli) имат много и най-различни щамове  и разновидности, обособени според серотипа на представителите; от сравнително безобидните щамове на нормалната коремна флора, до причинителите на хемолитично уремичната епидемия 2011 (Ешерихия коли O104:H4). Бактериите от вида салмонела притежават 4400 серотипа, измежду които Salmonella enterica с тифостенен серотип (Typhimurium), S. enterica, с тифен серотип (Typhi) и S. enterica с дъблински серовар (Dublin). Vibrio cholerae, вибрио холера, е бактериален вид причинител на холерата, с повече от 200 серотипа, определени на базата на клетъчни антигени. Само два от тях са в състояние да произведат мощния ентеротоксин: щамовете O:1 и O:139.
Серотипите са били открити за пръв път от американската микробиоложка Ребека Лансфилд през 1933.

## Роля при трансплантацията на органи
Имунната система е в състояние да различи свои от чужди клетки според това какъв е серотипът на клетката. При хората, индивидуалните серотипове се определят главно въз основа на човешки левкоцитен антиген (ЧЛА), който е човешката версия на голям хистосъвместимен комплекс (Major histocompatibility complex). Клетките определени като чужди са разпознати от своите и това предизвиква имунна реакция като например аглутинацията (съсирването) на кръвта. Дори и близки роднини понякога имат много различни серотипи и въвеждане на трансплантационни тъкани или органи от друг човек, може да бъде посрещнато с мощна реакция на отхвърляне. Поради тази причина определени трансплантации изискват предварително определяне и пасване на серотипа, за да се намери кандидат, чиито тъкани са с най-малка вероятност да бъдат отхвърлени, а освен това след операцията пациентите се медикират с противовъзпалителни и антиреакционни лекарства..

### Човешки левкоцитни антигени
| Локус на ЧЛА                                                                                                | серотипи # | Широки антигени | Тесни антигени |
| --- | ---------- | --------------- | -------------- |
| A | 25         | 4               | 15             |
| B | 50         | 9               |                |
| C* | 12         | 1               |                |
| DR | 21         | 4               |                |
| DQ | 8          | 2               |                |
| DP* |            |                 |                |
| * DP и много Cw-та изискват полимеразно верижна реакция с единичен специфичен праймер(SSP-PCR) за типиране. |            |                 |                |